# Nästån
Nästån (Åfloån) est une rivière du centre de la Suède. Nästån prend sa source dans les montagnes d'Offerdal dans la province de Jämtland, se jette dans le lac Näldsjön près d'Änge.